# Вологез V

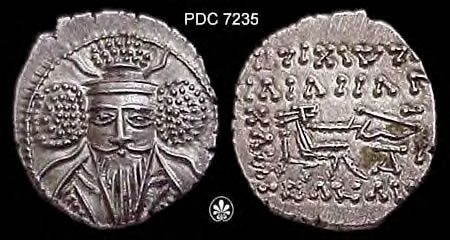
Вологез V

Вологез V — цар Парфії з династії Аршакідів. Правив у 208–223 роках, також цар Великої Вірменії під ім'ям Вагарш II.

## Правління
Зі вступом Вологеза V на трон Парфія вкотре захлинулась у розбраті між різними претендентами на престол. Владу Вологеза оскаржував його брат Артабан V, в результаті чого в Парфії знову утвердилось двоцарство. Влада Вологеза V реально поширювалась тільки на невелику частину Вавилонії.
На решті земель свою владу затвердив Артабан V, в руках якого зосередилась найбільша влада в Парфії.
Постійна боротьба між братами не тільки виснажувала сили Парфії, але й цілковито підривала й без того низький авторитет династії Аршакідів в Ірані. 220 року правитель області Парс на півдні Ірану — Ардашир — перейшов у наступ проти Аршакідів, заручившись підтримкою представників парфянської знаті, яка остаточно втомилась від фактичної анархії, що супроводжувала більшу частину доби Аршакідів. 223 року Ардашир розбив Вологеза V, після чого зосередив усі свої зусилля на боротьбі з куди більш могутнім Артабаном V.